# Delden (Gelderland)
Delden is een buurtschap in de Nederlandse provincie Gelderland met een sterk agrarisch karakter. Het is gelegen tussen de plaatsen Vorden, Hengelo en Wichmond.
Het ligt sinds 1 januari 2005 in de gemeente Bronckhorst. Daarvoor maakte het deel uit van de gemeente Vorden.
Gedurende het ancien régime vormde Delden een buurschap van het kerspel Vorden dat behoorde tot het graafschap Zutphen. In de vijftiende eeuw werd de naam ook als Dellen gespeld.
Hoofdplaats: Hengelo      Stadjes: Bronkhorst · Laag-Keppel

Dorpen: Achter-Drempt · Baak · Drempt · Halle · Hengelo · Hoog-Keppel · Hummelo · Keijenborg · Kranenburg · Olburgen · Steenderen · Toldijk · Velswijk · Vierakker · Voor-Drempt · Vorden · Wichmond · Zelhem

Buurtschappen: Bekveld · Delden · Dunsborg · Eldrik · Gooi · Halle-Heide · Halle-Nijman · Heidenhoek · Heurne (deels) · Linde · De Meene · Medler · Meuhoek · Mossel · Noordink · Oosterwijk · Rha · Varssel · Veldhoek (deels) · Veldwijk · Wassinkbrink · Wientjesvoort · Wildenborch · Winkelshoek · Wittebrink · Wolfersveen

Voormalige gemeenten: Hengelo · Hummelo en Keppel · Steenderen · Vorden · Zelhem

Gelderland · Steden en dorpen in Gelderland      Nederland · Provincies · Gemeenten